# هيرب سيمبسون
هيرب سيمبسون (بالإنجليزية: Herb Simpson)‏ هو لاعب كرة قاعدة أمريكي، ولد في 29 أغسطس 1920 في هانفيل في الولايات المتحدة، وتوفي في 7 يناير 2015 في نيو أورلينز في الولايات المتحدة.

## وصلات خارجية
- هيرب سيمبسون على موقعبيزبول رفرنس.كوم (الدوري الثانوي) (الإنجليزية)